# Fortnox Arena
Fortnox Arena är en arena i Växjö för innebandy. Fortnox Arena invigdes i början av september 2012, och är en del av området Arenastaden i Växjö.
Fortnox Arena drivs av Växjö Innebandyarena AB, som i sin tur ägs av innebandyföreningen Växjö Vipers. Tidigare ägdes hallen av Växjö Vipers och IBK Vöikers, men sedan några år tillbaka gick dessa föreningar samman till Växjö Vipers. I februari 2011 offentliggjordes att Växjö Innebandyarena AB tecknat ett avtal med Växjöföretaget Fortnox AB som utvecklar och marknadsför internetbaserade program och tjänster, vilket innebär att den nya innebandyarenan fick namnet Fortnox Arena.
Publikkapaciteten i Fortnox Arena är 1600 personer (1300 sittande, 300 stående) i huvudarenan och 300 personer i den träningshall som utgör södra delen av arenan. I november 2013 satte Växjö Vipers publikrekord för klubben i Svenska Superligan när 1600 åskådare såg matchen mot Warbergs IBF.
Fortnox Arena kommer, förutom innebandy, också att användas till skolgymnastik, konserter, mässor, konferenser, utbildningar och kulturarrangemang. Arenans första större icke innebandy-relaterade evenemang inföll 25 oktober 2012 när Frej Växjö tog emot Spårvägen med J-O Waldner i Pingisligan inför 557 åskådare.